# Ni na nebu, ni na zemlji (2009.)
Ni na nebu, ni na zemlji (eng. Up in the Air) je američki film Jasona Reitmana iz 2009. godine, snimljen prema knjizi Up in the Air Waltera Kirna. Film je nominiran za Oscara u 6 kategorija, ali nije osvojio niti jednog.

## Radnja
Ryan Bingham (George Clooney) je zaposlenik tvrtke koja obavještava radnike da će izgubiti radno mjesto, umjesto njihovih poslodavaca koji se to boje učiniti. Većinu vremena provodi „u zraku“ (eng. in the air), tj. putujući avionom po cijelom SAD-u. Radnja filma prati njegova putovanja i ljude koje susreće. Na jednom od tih putovanja upozna Alex (Vera Farmiga), te se između njih razvije romansa. Stvari krenu neočekivanim smjerom, kada u Ryanovu tvrtku dolazi mlada i perspektivna Natalie Keener (Anna Kendrick), koja je razvila model obavještavanja radnika na daljinu, putem računala. Tvrtka je zainteresirana za njenu ideju, a Ryanovo mjesto postaje suvišno.

## Glumci
- George Clooney kao Ryan Bingham
- Vera Farmiga kao Alex Goran
- Anna Kendrick kao Natalie Keener
- Jason Bateman kao Craig Gregory, vlasnik tvrtke Career Transition Counseling
- Amy Morton kao Kara Bingham, Ryanova starija sestra
- Melanie Lynskey kao Julie Bingham, Ryanova mlađa sestra
- Danny McBride kao Jim Miller, zaručnik Julie Bingham
- Sam Elliott kao Maynard Finch, pilot

## Vanjske poveznice

### Mrežna sjedišta
- Službena stranica filma  Arhivirana inačica izvorne stranice od 7. siječnja 2010. (Wayback Machine)
- Ni na nebu, ni na zemlji u internetskoj bazi filmova IMDb-a
- Ni na nebu, ni na zemlji na Rotten Tomatoes
- Ni na nebu, ni na zemlji na Box Office Mojo